# Willy Eisenschitz
Willy Eisenschitz (Vienna, 27 ottobre 1889 – Parigi, 8 luglio 1974) è stato un pittore francese, di origini austriache.
Ha rappresentato, nei suoi dipinti, in gran parte i paesaggi, in particolare quelli della Provenza e quelli di Drome.
Le sue opere sono esposte in una dozzina di musei europei e sono oggetto a mostre dal 1957 al 2006.